# Nemesszalók
Nemesszalók là một thị trấn thuộc hạt Veszprém, Hungary. Thị trấn này có diện tích 20,56 km², dân số năm 2010 là 926 người, mật độ 45 người/km².